# Gau-Bickelheim
Gau-Bickelheim là một đô thị thuộc huyện Alzey-Worms, bang Rheinland-Pfalz, nước Đức. Đô thị Gau-Bickelheim có diện tích 7,99 km².